# 美卓 (2020年起)

美卓的公司标识

美卓集团（芬蘭語：Metso Oyj）是一家芬兰上市公司。公司于2020年7月1日成立，由原美卓矿机和奥图泰合并而成。成立时公司名为美卓奥图泰。公司专注于为采矿、骨料、再循环和金属提炼等工业提供技术和服务。
欧洲联盟委员会在2020年5月13日批准了美卓和奥图泰的合并计划，合并后的公司在2020年7月1日正式运行。公司雇员超过一万五千人，分布在50多个国家。
2023年5月公司把名字美卓奥图泰改为美卓。